# Osrblie
Osrblie és un poble i municipi d'Eslovàquia que es troba a la regió de Banská Bystrica.

## Història
La primera menció escrita de la vila es remunta al 1622.

## Demografia
| Godina             | 1994 | 2004   | 2014   | 2024   |
| ------------------ | ---- | ------ | ------ | ------ |
| Nombre de persones | 379  | 384    | 379    | 343    |
| Diferència         |      | +1,31% | −1,30% | −9,49% |

| Godina             | 2023 | 2024 |
| ------------------ | ---- | ---- |
| Nombre de persones | 350  | 343  |
| Diferència         |      | −2%  |